# Rhinatrema ron
Rhinatrema ron é uma espécie de anfíbio da família Rhinatrematidae. Endêmica do Brasil, é encontrada nos estados do Pará e Amazonas.